# Andropogon gabonensis
Andropogon gabonensis là một loài thực vật có hoa trong họ Hòa thảo. Loài này được Stapf mô tả khoa học đầu tiên năm 1909.